# Евансвил (Илиноис)
Евансвил (енгл. Evansville) град је у америчкој савезној држави Илиноис.

## Демографија
По попису из 2010. године број становника је 701, што је 23 (-3,2%) становника мање него 2000. године.
| Група             | 2000.       | 2010.       |
| Белци             | 711 (98,2%) | 674 (96,1%) |
| Афроамериканци    | 3 (0,4%)    | 5 (0,7%)    |
| Азијати           | 1 (0,1%)    | 2 (0,3%)    |
| Хиспаноамериканци | 5 (0,7%)    | 8 (1,1%)    |
| Укупно            | 724         | 701         |